# رسول دوغلاس
رسول دوغلاس (بالإنجليزية: Rasul Douglas)‏ هو لاعب كرة قدم أمريكية أمريكي، ولد في 29 أغسطس 1995 في إيست أورانج في الولايات المتحدة.